# Ask Aak
En el universo ficticio de la Guerra de las Galaxias, Ask Aak era el senador del planeta Malastare. Representaba en el Senado Galáctico a su pueblo, los Gran. Había sido colocado en su puesto una vez asesinado el senador Ask Moe.
Ask Aak estaba a favor de la creación del ejército de la República y cuando se descubren los soldados clon él apoya fuertemente la idea de usarlos en combate.
Ask Aak hablaba en su idioma nativo que sonaba bastante grave, todo lo contrario que su predecesor Ask Moe que tenía una clara voz y entendible.
Para los últimos años de las Guerras Clon, el senador Aak estuvo bastante preocupado por los poderes del canciller supremo Palpatine y finalmente estuvo bastante cerca de los senadores Bail Organa y Mon Mothma.